# Saturn Awards 1996
La 22ª edizione dei Saturn Awards si è svolta il 25 giugno 1996 in California, per premiare le migliori produzioni cinematografiche e televisive del 1995.

## Vincitori e candidati
I vincitori sono indicati in grassetto, a seguire gli altri candidati.

### Film

#### Miglior film di fantascienza
- L'esercito delle 12 scimmie (12 Monkeys), regia di Terry Gilliam[1]
- Congo, regia di Frank Marshall
- Dredd - La legge sono io (Judge Dredd), regia di Danny Cannon
- Virus letale (Outbreak), regia di Wolfgang Petersen
- Specie mortale (Species), regia di Roger Donaldson
- Strange Days, regia di Kathryn Bigelow
- Waterworld, regia di Kevin Reynolds

#### Miglior film fantasy
- Babe - Maialino coraggioso (Babe), regia di Chris Noonan[2]
- Batman Forever, regia di Joel Schumacher.
- Casper, regia di Brad Silberling
- Fluke, regia di Carlo Carlei
- La chiave magica (The Indian in the Cupboard), regia di Frank Oz
- Jumanji, regia di Joe Johnston
- Toy Story - Il mondo dei giocattoli (Toy Story), regia di John Lasseter

#### Miglior film horror
- Dal tramonto all'alba (From Dusk Till Dawn), regia di Robert Rodriguez[3]
- La città perduta (La cité des enfants perdus), regia di Jean-Pierre Jeunet e Marc Caro
- Il seme della follia (In the Mouth of Madness), regia di John Carpenter
- Il signore delle illusioni (Clive Barker's Lord of Illusions), regia di Clive Barker
- Gli occhi del testimone (Mute Witness), regia di Anthony Waller
- L'ultima profezia (The Prophecy), regia di Gregory Widen
- Il cavaliere del male (Demon Knight), regia di  Ernest R. Dickerson

#### Miglior film d'azione/avventura
- I soliti sospetti (The Usual Suspects), regia di Bryan Singer[4]
- Apollo 13, regia di Ron Howard
- Braveheart - Cuore impavido (Braveheart), regia di Mel Gibson
- Die Hard - Duri a morire (Die Hard with a Vengeance), regia di John McTiernan
- GoldenEye, regia di Martin Campbell
- Heat - La sfida (Heat), regia di Michael Mann
- Seven, regia di David Fincher

#### Miglior attore
- George Clooney - Dal tramonto all'alba (From Dusk Till Dawn)
- Pierce Brosnan - GoldenEye
- Robin Williams - Jumanji
- Morgan Freeman - Seven
- Ralph Fiennes - Strange Days
- Bruce Willis - L'esercito delle 12 scimmie (Twelve Monkeys)

#### Miglior attrice
- Angela Bassett - Strange Days
- Kathy Bates - L'ultima eclissi (Dolores Claiborne)
- Marina Zudina - Gli occhi del testimone (Mute Witness)
- Sharon Stone - Pronti a morire (The Quick and the Dead)
- Nicole Kidman - Da morire (To Die For)
- Madeleine Stowe - L'esercito delle 12 scimmie (Twelve Monkeys)

#### Miglior attore non protagonista
- Brad Pitt - L'esercito delle 12 scimmie (Twelve Monkeys)
- Harvey Keitel - Dal tramonto all'alba (From Dusk Till Dawn)
- Quentin Tarantino - Dal tramonto all'alba (From Dusk Till Dawn)
- Val Kilmer - Heat - La sfida (Heat)
- Christopher Walken - L'ultima profezia (The Prophecy)
- Tim Roth - Rob Roy

#### Miglior attrice non protagonista
- Bonnie Hunt - Jumanji
- Salma Hayek - Desperado
- Jennifer Jason Leigh - L'ultima eclissi (Dolores Claiborne)
- Juliette Lewis - Dal tramonto all'alba (From Dusk Till Dawn)
- Gwyneth Paltrow - Seven
- Illeana Douglas - Da morire (To Die For)

#### Miglior attore emergente
- Christina Ricci - Casper
- Judith Vittet - La città perduta (La cité des enfants perdus)
- Max Pomeranc - Fluke
- Hal Scardino - La chiave magica (The Indian in the Cupboard)
- Kirsten Dunst - Jumanji
- Bradley Pierce - Jumanji

#### Miglior regia
- Kathryn Bigelow - Strange Days[5]
- David Fincher - Seven
- Terry Gilliam - L'esercito delle 12 scimmie (12 Monkeys)
- Joe Johnston - Jumanji
- Frank Marshall - Congo
- Robert Rodriguez - Dal tramonto all'alba (From Dusk till Dawn)
- Bryan Singer - I soliti sospetti (The Usual Suspects)

#### Miglior sceneggiatura
- Andrew Kevin Walker - Seven
- George Miller e Chris Noonan - Babe - Maialino coraggioso (Babe)
- Quentin Tarantino - Dal tramonto all'alba (From Dusk till Dawn)
- James Cameron e Jay Cocks - Strange Days
- Joss Whedon, Alec Sokolow, Andrew Stanton e Joel Cohen - Toy Story - Il mondo dei giocattoli (Toy Story)
- David Webb Peoples e Janet Peoples - L'esercito delle 12 scimmie (12 Monkeys)

#### Miglior costumi
- Julie Weiss - L'esercito delle 12 scimmie (12 Monkeys)
- Bob Ringwood e Ingrid Ferrin - Batman Forever
- Charles Knode - Braveheart - Cuore impavido (Braveheart)
- Jean-Paul Gaultier - La città perduta (La cité des enfants perdus)
- Gianni Versace e Emma Porteous - Dredd - La legge sono io (Judge Dredd)
- John Bloomfield - Waterworld

#### Miglior trucco
- Jean Ann Black e Rob Bottin - Seven
- Rick Baker, Ve Neill e Yolanda Toussieng - Batman Forever
- K.N.B. EFX Group Inc. - Dal tramonto all'alba (From Dusk till Dawn)
- K.N.B. EFX Group Inc. - Il seme della follia (In the Mouth of Madness)
- Nick Dudman e Chris Cunningham - Dredd - La legge sono io (Judge Dredd)
- Steve Johnson, Bill Corso e Kenny Myers - Specie mortale (Species)

#### Migliori effetti speciali
- Stan Parks - Jumanji
- John Dykstra, Thomas L. Fisher, Andrew Adamson e Eric Durst - Batman Forever
- Scott Farrar, Stan Winston e Michael Lantieri - Congo
- Eric Brevig - La chiave magica (The Indian in the Cupboard)
- Joel Hynek - Dredd - La legge sono io (Judge Dredd)
- Richard Edlund e Steve Johnson - Specie mortale (Species)

#### Miglior colonna sonora
- John Ottman - I soliti sospetti (The Usual Suspects)
- James Horner - Braveheart - Cuore impavido (Braveheart)
- Christopher Young - Copycat - Omicidi in serie (Copycat)
- Hans Zimmer - Allarme rosso (Crimson Tide)
- Danny Elfman - L'ultima eclissi (Dolores Claiborne)
- Howard Shore - Seven

### Televisione

#### Miglior serie televisiva
- Oltre i limiti (The Outer Limits)
- American Gothic
- I Simpson (The Simpsons)
- I viaggiatori (Sliders)
- Space: Above and Beyond
- Star Trek: Deep Space Nine

#### Miglior presentazione televisiva
- Alien Nation: Millennium
- Alien Autopsy: (Fact or Fiction?)
- Attack of the Killer B-Movies
- Piccoli brividi (Goosebumps)
- The Invaders
- I Langolieri (The Langoliers)

### Video

#### Miglior video
- V - Visitors
- Beastmaster III: The Eye of Braxus
- Alla ricerca della Valle Incantata 3 - Il mistero della sorgente (The Land Before Time III: The Time of the Great Giving)
- Il segreto dell'isola di Roan (The Secret of Roan Inish)
- Terminal Voyage
- Timemaster

## Premi speciali
- Life Career Award: 
  - Albert R. Broccoli
  - Edward R. Pressman
  - Harrison Ford
- George Pal Memorial Award: John Carpenter
- President's Award: 
  - Robert Wise
  - Bryan Singer
- Special Award: Castle Rock Entertainment